# Московский международный фестиваль мира
«Moscow Music Peace Festival» (Московский международный фестиваль мира) — рок-фестиваль, состоявшийся в СССР 12—13 августа 1989 года на стадионе «Лужники» в Москве.
Фестиваль был организован Советским комитетом защиты мира и Московским музыкальным «Центром Стаса Намина» при Фонде социальных изобретений СССР, с американской стороны — «Make A Difference Foundation» (Фондом «Изменить мир к лучшему») и международной фирмой «Крамер Мьюзик». Проходил под девизом «Рок против наркотиков». Это был первый полноценный международный рок-фестиваль, возвестивший новые свободы в СССР и (подобно прошедшему двумя годами ранее подольскому рок-фестивалю) названный «российским Вудстоком». В фестивале принимали участие: Bon Jovi, Mötley Crüe, Ozzy Osbourne, Scorpions, Cinderella, Skid Row, Gorky Park. Целью фестиваля был сбор средств на лечение наркоманов и на финансирование всевозможных антинаркотических программ в СССР, он транслировался в 59 странах мира; телеаудитория составила около 1 миллиарда человек. Стоимость входного билета составляла 15 рублей.
В первый день фестиваля хедлайнерами выступили Bon Jovi, во второй — Scorpions. Поездка в СССР вдохновила Scorpions на написание знаменитой «Wind of Change».
В 2008 году концерт переиздан на 4 DVD.

## История подготовки и атмосфера
Незадолго до проведения фестиваля менеджер Bon Jovi и других популярных групп Док МакГи попал в тюрьму за распространение «лёгких наркотиков»; чтобы избежать тюремного срока, он обязался создать и профинансировать благотворительную организацию «Make a Difference Foundation».
По версии телеканала «Москва 24», изначально Стас Намин планировал организовать небольшой фестиваль антинаркотической направленности с участием пары-тройки западных звёзд в спорткомплексе «Олимпийский», но в ЦК КПСС отказались согласовать фестиваль, заявив, что «наркомания в СССР ещё не стала такой проблемой, чтобы тащить сюда иностранных попрыгунчиков». В это же время продюсерский центр Намина вёл сложные переговоры насчёт концерта Bon Jovi в «Лужниках». В результате обе идеи были объединены в один фестиваль. Московская пресса прочила фестивалю провал, аргументируя прогноз тем, что молодёжь предпочитает отечественную рок-музыку с остросоциальными текстами. Перед началом концерта организаторы продавали билеты по цене втрое ниже номинальной — за 3 рубля, лишив прибыли спекулянтов и ещё более увеличив посещаемость. В результате за два дня фестиваль посетили в общей сложности 120 000 зрителей.
Организаторы арендовали чартерный самолёт Boeing 757, который привез артистов из США, а также забрал по пути в Лондоне Scorpions. По воспоминаниям барабанщика группы Skid Row Роба Эффузо, прилетевших было около двух сотен, в аэропорту их ждал кортеж из чёрных советских лимузинов, а в перемещениях по городу артистов сопровождали многочисленные сотрудники КГБ и это выглядело как комичный шпионский сериал. 28 лет спустя, в интервью журналу Rolling Stone, участники фестиваля с иронией вспоминали как их поселили в высотном сталинском здании с устаревшими интерьерами и крошечными кроватями — в гостинице «Украина», где привычные им услуги отсутствовали, туалетная бумага была дефицитом, а персонал медлительным, однако отметили изобилие морепродуктов в местном ресторане. Музыкальную аппаратуру и всё необходимое для выступлений, включая питьевую воду, доставили на 64 фурах из-за рубежа. В частности, лёд для напитков импортировали из Швеции.
Для иностранных групп была привезена из-за рубежа еда — от безалкогольных напитков до куриных окорочков в герметичной упаковке. Из-за непрофессионализма местной охраны (и поступившего сверху указания "не перегибать палку") за кулисами был беспорядок — бродили посторонние, которые ухитрялись пить приготовленное для музыкантов пиво. Ежедневные 12-часовые концерты завершались совместным джемом с исполнением классических композиций Led Zeppelin и Deep Purple.
По утверждению портала Звуки.ру, посетителей фестиваля ждал ряд потрясений. Оззи Осборн обливал водой из ведра первые ряды фанатов. Кроме того, в ходе его выступления отключились мониторы (из-за чего Осборн ополчился на отвечавших за звук техников Scorpions). На сцену летели стеклянные бутылки. Томми Ли (в некоторых источниках ошибочно упоминается Никки Сикс) обнажал перед зрителями ягодицы. Джон Бон Джови надел милицейскую фуражку и отправился брататься с публикой через всё поле стадиона
Программа «А» подготовила выпуск, посвящённый фестивалю, который вышел в телеэфир 12 августа 1989 года. По заказу Советского комитета защиты мира режиссёр Станислав Раздорский снял о фестивале полнометражный документальный фильм «Оззи, Скорпионс, Бон Джови… Десант в гнездо гласности» (оператор-постановщик Валерий Никонов). Журнал «Кругозор» поместил фрагменты некоторых композиций с фестиваля на 7-ю звуковую страницу из 12 выпуска 1989 года.

## Участники фестиваля
- Cinderella: Том Кейфер, Фред Коури, Джефф ЛаБар, Эрик Бриттингэм
- Gorky Park: Алексей Белов, Николай Носков, Александр Миньков, Ян Яненков, Александр Львов
- Нюанс: Николай Горенко, Сергей Титовец, Павел Титовец, Андрей Шмыгов
- Бригада С: Гарик Сукачёв, Сергей Галанин, Кирилл Трусов, Сергей Тененбаум, Игорь Марков, Евгений Коротков, Максим Лихачёв, Леонид Челяпов, Игорь Ярцев.
- Scorpions: Клаус Майне, Маттиас Ябс, Франсис Бухгольц, Герман Раребелл, Рудольф Шенкер
- Skid Row: Себастьян Бах, Дэйв Сабо, Роб Эффузо, Рэйчел Болан, Скотт Хилл
- Mötley Crüe: Винс Нил, Никки Сикс, Томми Ли, Мик Марс
- Ozzy Osbourne: Оззи Осборн, Закк Уайлд, Рэнди Кастилло, Гизер Батлер, Джон Синклер
- Bon Jovi: Джон Бон Джови, Ричи Самбора, Алек Джон Сач, Тико Торрес, Дэвид Брайан
- Специальный гость: Джейсон Бонэм